# Amaya Arzuaga
 (février 2013).
Amaya Arzuaga est une créatrice espagnole née en 1970.

## Biographie
En 1992, elle finit ses études supérieures de stylisme à l'UPM et elle intègre l'entreprise de ses parents, Elipse. Plus tard, en 1994, elle crée sa propre société.
En 1996, Amaya Arzuaga décide de présenter sa collection lors de la fashion week de Londres, ce qui fait d'elle la première créatrice Espagnole à participer à cet événement. Par la suite, elle fera partie de la sélection de créateurs pendant six ans.
Le 16 octobre 2000, elle ouvre sa première boutique à Madrid.
Puis, elle est invitée par l'Italian Camera Nazionale Della Moda afin de présenter sa collection printemps/été à Milan. Par la suite, elle participera à la fashion week de Milan pendant deux ans.
Amaya Arzuaga est présente dans 27 pays.
En 2008, Amaya présente sa première collection de sacs à main.
En 2009, Amaya crée sa propre marque de vin : Ribera del Duero Amaya Arzuaga.
En 2010, Amaya est sélectionnée avec d'autres créateurs espagnols (Davidelfin, Devota&Lomba, Duyos, Francis Montesinos, Miriam Ocariz, Lydia Delgado et Roberto Verino) afin de créer une édition limitée de bouteilles de Coca-Cola pour les 25 ans de la marque.
Elle vend et présente ses collections dans plusieurs salons internationaux comme Atmosphère (Paris), Fashion Cotterie (New York), Camera nazionale della moda italiana (Milan), Pasarela Cibeles (Madrid), Passarel•la Gaudí (Barcelone) ou London Fashion Week. Amaya Arzuaga possède plus de 200 boutiques en Espagne.
Mardi 28 septembre 2010, Amaya Arzuaga présente pour la première fois sa collection printemps/été 2011 au sein de la galerie de la Minéralogie du Musée d’Histoire Naturelle lors de la Semaine du prêt-à-porter parisienne.
Ensuite, le vendredi 4 mars 2011, elle y participe pour la deuxième saison avec sa collection automne/hiver au Grand Palais

## Prix
- Magacines Telva, Elle, Woman
- Empresaria joven de Expansión
- Arte de Vivir
- Primer Premio Cibeles
- 2004 : Médaille d'or du mérite des beaux-arts par le Ministère de l'Éducation, de la Culture et des Sports[1].